# Martenița

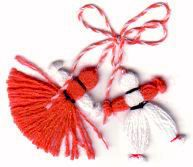
Martenița bulgărescă, cu cele două personaje : fata Penda și băiatul Pijo.

Martenița (în bulgară Мартеница) este numele bulgăresc al mărțișoarelor, micile podoabe făcute din fire albe și roșii, care se poartă de pe 1 Martie, până pe 30 martie sau până când persoanele care le poartă văd o barză, o rândunică sau un copac înflorit. Baba (баба) însemnând în bulgărește bunică și Mart (март) luna martie, Baba Marta (echivalentul bulgăresc al Babei Dochia) este o tradiție ce constă în întâmpinarea primăverii ce va urma. Luna martie, conform folclorului bulgăresc, marchează începutul primăverii. Prin urmare, prima zi a lunii martie este o sărbătoare a gonirii iernii și întâmpinării primăverii. Etnologii presupun că prezența acestei tradiții atât la Români cât și la Bulgari se datorează substratului comun Daco-Tracic, anterior romanizării la primii și slavizării la ultimii, dar legendele populare îi dau alte origini, care, la Bulgari, sunt legate de întemeierea primului lor hanat la Dunăre, în anul 681. 

## Vezi și
- Mărțișor